# Молин, Элин
Э́мма Элеоно́ра Йоха́нна Моли́н (швед. Emma Eleonora Johanna Molin), больше известная как Элин Молин (19 мая 1855, Стокгольм — 3 сентября 1948, Стокгольм) — шведская художница, работавшая в портретном жанре, а также писавшая натюрморты.
Элин Молин была дочерью известного шведского скульптора Йохана Питера Молина и художницы Эммы Амалии Эрхардины Молин, сестрой Герды Амалии Софии Юнгстедт и Хьялмара Молина. Свои первые уроки живописи она брала у своего отца, а затем училась у Вильгельмины Лагерхольм и Августа Мальмстрёма. В 1883 году Элин Молин переехала во Францию, там она училась у Каролюс-Дюрана.
Участвовала в выставках коллекций, организованных Ассоциацией шведских художников в Академии художеств и в Художественном музее Лундского университета. Творческий вклад Эммы состоит из жанровых картин с фруктовыми и цветочными мотивами, выполненными в масле. Также имеются и портретные работы, самая известная из которых — «Девочка» (швед. Flicka, холст, масло, 1890).
Умерла в 1948 году в Бромме в возрасте 93 лет. Похоронена на крупнейшем в Стокгольме Северном кладбище в семейном захоронении.